# Tygo Gernandt
Tygo Gernandt (Amsterdam, 7 april 1974) is een Nederlands acteur en stemacteur.

## Biografie
Gernandt verscheen op zijn twaalfde voor het eerst op televisie toen hij meedeed in een promotieclip om de Olympische Spelen naar Nederland te halen. Bekendheid verkreeg hij pas na zijn rol van Dennis Hulshof in de TROS-serie Fort Alpha (1996).
Na diverse gastrollen in onder meer Goede tijden, slechte tijden, 12 steden, 13 ongelukken en Voor hete vuren won hij een Gouden Kalf voor zijn rol van Maikel Verheije in de film Van God Los (2003). In 2005 won hij opnieuw een Gouden Kalf, voor Het schnitzelparadijs, maar ditmaal ging het om een bijrol en moest hij de prijs met vier medespelers delen. Ook was hij samen met collega-acteur Yahya Gaier in een clip van het nummer Slaap van The Opposites te zien, die werd geregisseerd door Martin Koolhoven, ter promotie van de dvd van de multicultikomedie Het Schnitzelparadijs. In de clip spelen Gernandt en Gaier The Opposites.
Naast zijn carrière als acteur treedt Gernandt ook regelmatig op als stemacteur. Zo fungeert hij onder meer als voice-over voor de voorstelling Astronaut, die in het planetarium van dierentuin Artis wordt vertoond en heeft hij meegewerkt met het hoorspel Bommel.
In 2008 was Gernandt samen met Dennis Storm, Yolanthe Cabau van Kasbergen, Filemon Wesselink en anderen te zien in het BNN-programma Crazy 88. In de film Oorlogswinter (een verfilming van het boek van Jan Terlouw) speelde Gernandt de rol van Bertus. In 2009 stond Gernandt tegenover Sanguita Akkrum en Thom Hoffman in de bioscoopfilm Carmen van het Noorden. Van oktober 2010 tot februari 2011 was Gernandt te zien als Gomez in de TROS-jeugdserie De bende van Sjako. In de zomer van 2013 was Gernandt te zien in het tiende seizoen van Ranking the Stars.
In 2014 was Gernandt te zien in seizoen 14 van Wie is de Mol? bij de AVRO. Hij viel af in de negende aflevering, vlak voor de finale. In 2020 deed hij mee aan het jubileumseizoen in Toscane, waarbij hij de finale wel wist te halen maar deze verloor van Nikkie de Jager.
Sinds 2014 is Gernandt ambassadeur van het ShortCutz Amsterdam filmfestival, een jaarlijks filmfestival voor het bevorderen van korte films in Amsterdam.
In 2018 maakte Gernandt voor de EO een documentaireserie over gebruik van de drug GHB: Tygo in de GHB. Als vervolg op deze goed ontvangen serie maakte hij in 2019 en 2020 een gelijksoortig programma, Tygo in de psychiatrie, waarbij de focus ligt op psychische problemen en de stigma's rondom psychiatrie.
Op 1 april 2021 speelde hij de rol van Pontius Pilatus in The Passion 2021. Nog datzelfde jaar vervulde hij ook de rol van Marley in Scrooge Live, een vergelijkbare productie van dezelfde productiemaatschappij.
Op 18 december 2021 zat Tygo in de finale van The Masked Singer. Hij speelde zijn rol als komische giraffe vol overgave, en de jury wist hem niet te ontmaskeren. Hij eindigde op de vierde plaats.

## Filmografie

### Film
| Jaar | Titel                                | Rol                       | Opmerkingen                                        |
| ---- | ------------------------------------ | ------------------------- | -------------------------------------------------- |
| 1993 | Angie                                | Freddy                    |                                                    |
| 1996 | Naar de klote!                       | Martijn                   |                                                    |
| 1996 | Hugo de historie achter Villa Volta  | Mathijs                   | Afstudeerfilm                                      |
| 1999 | Jezus is een Palestijn               | Steven                    |                                                    |
| 2001 | Soul Assassin                        | Sushi Guy                 |                                                    |
| 2003 | Van God Los                          | Maikel Verheije           | Gouden Kalf voor beste acteur                      |
| 2004 | De dominee                           | Lijfwacht Piet            |                                                    |
| 2004 | Popeye's Voyage: The Quest for Pappy | Popeye                    |                                                    |
| 2005 | Joyride                              | Tim                       |                                                    |
| 2005 | Het Schnitzelparadijs                | Goran                     | Gouden Kalf voor beste mannelijke bijrol (gedeeld) |
| 2005 | Offers                               | Kevin                     | Televisiefilm                                      |
| 2006 | Eilandgasten                         | Chiel                     |                                                    |
| 2006 | Ik omhels je met 1000 armen          | Egon                      |                                                    |
| 2006 | Paid                                 | Bennie                    |                                                    |
| 2007 | Vivere                               | —                         |                                                    |
| 2007 | SEXtet                               | Man oudheid               |                                                    |
| 2008 | Nefarious                            | Brian                     |                                                    |
| 2008 | Dunya & Desie                        | Pim                       |                                                    |
| 2008 | Oorlogswinter                        | Bertus                    |                                                    |
| 2009 | Carmen van het Noorden               | Joz Jansen                |                                                    |
| 2009 | Mijn vader is een detective          | Benno                     |                                                    |
| 2009 | Het leven uit een dag                | Scant                     |                                                    |
| 2010 | First Mission                        | Barry                     |                                                    |
| 2010 | Black Death                          | Ivo                       |                                                    |
| 2010 | VAST                                 | Mike                      | Televisiefilm                                      |
| 2011 | Making of                            | Jimmy                     |                                                    |
| 2012 | Süskind                              | Piet Meerburg             |                                                    |
| 2014 | Hartenstraat                         | Bas                       |                                                    |
| 2014 | Bloedlink                            | Victor                    |                                                    |
| 2015 | Michiel de Ruyter                    | Willem Joseph van Ghent   |                                                    |
| 2015 | Jack bestelt een broertje            | Berend                    |                                                    |
| 2015 | Boy 7                                | Zero                      |                                                    |
| 2016 | Brimstone                            | Crawling Outlaw           |                                                    |
| 2017 | Kill Switch                          | Michael                   |                                                    |
| 2018 | Voor Galg en Rad                     | Matthijs Ponts            |                                                    |
| 2019 | Circus Noël                          | Diony                     |                                                    |
| 2019 | Baantjer: het begin                  | Tonnie Montijn            |                                                    |
| 2020 | De piraten van hiernaast             | Knokige Krelis            |                                                    |
| 2020 | Casanova's                           | Don Marco, "dating coach" |                                                    |
| 2022 | Bon Bini Holland 3                   | Daniël                    |                                                    |
| 2025 | Juffrouw Pots                        | Juffrouw Pots             |                                                    |

### Televisie
| Jaar         | Titel                                    | Rol                   | Opmerkingen |
| ------------ | ---------------------------------------- | --------------------- | --- |
| 1991         | Goede tijden, slechte tijden             | Carl/Kees Peper       | 7 afleveringen/1 aflevering |
| 1992         | Oppassen!!!                              | Schaatser             | Aflevering: "IJspret" |
| 1992-1995    | 12 steden, 13 ongelukken                 | Meerdere rollen       | Aflevering: "Huisarrest (Kampen)" (1992) – Robert Aflevering: "De vingerwijzing van Osiris (Monnickendam)" (1993) – Walter Aflevering: "Een bocht teveel" (1995) – Felix |
| 1995         | Voor hete vuren                          | Michael               | Aflevering: "Broederliefde" Aflevering: "Prettige feestdagen" |
| 1995-1996    | Ik ben je moeder niet                    | Meerdere rollen       | Aflevering: "Software house" (1995) – Michael Aflevering: "Prenatale depressie" (1996) – Marc                                                                            |
| 1996-1997    | Fort Alpha                               | Dennis Hulshof        | 20 afleveringen |
| 1998         | Combat                                   | Floris Ekkel          | 13 afleveringen |
| 1999         | Baantjer                                 | Rijk van Laak         | Aflevering: "De Cock en de moord op internet" |
| 1999-2000    | Westenwind                               | Leo                   | Aflevering: "De verloren dochter" (1999) Aflevering: "Race naar het einde" (1999) Aflevering: "Bluffen duurt het langst" (2000)                                          |
| 1999-2001    | De Garage                                | Lenny                 | 2 seizoenen |
| 2000         | De aanklacht                             | Thijs                 | Aflevering: "De zaak: Thijs" |
| 2001         | All Stars                                | Snelle jongen #2      | Aflevering: "Big soccer" |
| 2002         | Echt waar?!                              | Gerrard Blijleven     | Aflevering: "De schilder" |
| 2002         | Luifel & Luifel                          | —                     | Aflevering: "Het lege huis" |
| 2003         | Toen was geluk heel gewoon               | Mick Jagger           | Aflevering: "Heintje" |
| 2003         | Spangen                                  | Dennis Raas           | Aflevering: "Scheuren" |
| 2004         | Kees & Co                                | Stanley               | Aflevering: "En allemaal mee eten" |
| 2007         | 't Schaep met de 5 pooten                | Verhuizer Toon        | Aflevering: "Blijf uit onze buurt!" |
| 2006-2007    | Van Speijk                               | Sylvester Daals       | 26 afleveringen |
| 2008         | Roes                                     | Man at busstop        | Aflevering: "Simon says" |
| 2008         | Het schnitzelparadijs                    | Goran                 | 10 afleveringen |
| 2009         | Vuurzee                                  | Christiaan Spiedijk   | Aflevering: "Doe maar diep" Aflevering: "Tien dagen" Aflevering: "Graven maar"                                                                                           |
| 2010         | Dennis en Valerio vs de rest             | Zichzelf/ Danny       | Short Kijk onderdeel aflevering |
| 2010-2011    | De bende van Sjako                       | Gomez                 | 8 afleveringen |
| 2011         | Flikken Maastricht                       | Wouter van Rijn       | Aflevering: "Verzorgd" |
| 2011         | Van God Los                              | Gerrie                | Aflevering: "Kortsluiting" |
| 2012         | De Vier van Westwijk                     | Charlie               | 8 afleveringen |
| 2012-2017    | Dokter Tinus                             | Ken Derks/Vreugdenhil | |
| 2014         | Wie is de Mol?                           | Zichzelf – kandidaat  | 9 afleveringen |
| 2016         | Toon                                     | Beveiliger            | Aflevering: "Finale" |
| 2016         | Ik hou van Holland                       | Zichzelf – deelnemer  | Team Jeroen |
| 2017         | The Big Escape                           | Zichzelf – deelnemer  | |
| 2017         | Het perfecte plaatje                     | Zichzelf – deelnemer  | |
| 2017         | Odds                                     | Neil Hartkamp         | |
| 2018         | Tygo in de GHB                           | Presentator           | Documentaireserie van de EO |
| 2018 en 2020 | The Last Kingdom                         | Jackdaw               | 8 afleveringen |
| 2019         | Baantjer                                 | Tonnie Montijn        | 1 seizoen |
| 2019         | De gevaarlijkste wegen van de wereld     | Zichzelf - deelnemer  | Samen met Akwasi |
| 2019         | De Kluis                                 | Zichzelf – deelnemer  | In Team 1 met Caroline Tensen en Valerio Zeno. |
| 2019-2020    | Tygo in de psychiatrie                   | Presentator           | Documentaireserie van de EO |
| 2020         | Wie is de Mol?                           | Zichzelf - kandidaat  | Verliezend finalist |
| 2020         | Top 2000 Quiz                            | Zichzelf - deelnemer  | Deelnemers-duo met Stefano Keizers |
| 2021         | De Kluis                                 | Zichzelf – deelnemer  | In Team 2 met Wolter Kroes en Churandy Martina |
| 2021-2023    | Flikken Maastricht                       | Eddie Wijnberg        | seizoen 15-17 |
| 2021         | The Passion 2021                         | Pontius Pilatus       | |
| 2021         | Make Up Your Mind                        | Lady Garga            | 4e plaats |
| 2021         | The Masked Singer                        | Giraffe               | Finale |
| 2021         | Scrooge Live                             | Jacob Marley          | |
| 2022         | Welkom in de Middeleeuwen                | Diverse rollen        | |
| 2022         | The Genius                               | Stem van The Creator  | |
| 2023         | Ferry                                    | Ricardo               | |
| 2024         | Praat Nederlands met me                  | Deelnemer             | |
| 2024         | Make Up Your Mind                        | Gastpanellid          | |
| 2024         | Moordfeest                               | Deelnemer             | |
| 2024         | Het Jachtseizoen: Most Wanted            | Deelnemer             | [ 6 ] |
| 2025         | Code van Coppens: De wraak van de Belgen | Deelnemer             | Deelnemers-duo met Giel de Winter |

### Nasynchronisatie
| Jaar      | Titel                                               | Rol                                                   | Opmerkingen               |
| --------- | --------------------------------------------------- | ----------------------------------------------------- | ------------------------- |
| 1999-2004 | Rocket Power                                        | Lars Rodriguez                                        | Stem (Nederlandse versie) |
| 2000-2006 | As Told by Ginger                                   | Hoodsey Wim                                           | Stem (Nederlandse versie) |
| 2001-2002 | Tuttels                                             | Boze konijn                                           | Stem                      |
| 2002      | Snow Dogs                                           | Rupert                                                | Stem                      |
| 2003-2005 | The Fairytaler                                      | Verschillende personages                              | Stem                      |
| 2004      | Popeye's Voyage: The Quest for Pappy                | Popeye                                                | Stem (Nederlandse versie) |
| 2005      | The SpongeBob SquarePants Movie                     | Dennis                                                | Stem (Nederlandse versie) |
| 2005      | Stuart Little 3: Call of the Wild                   | Stuart Little                                         | Stem (Nederlandse versie) |
| 2005-2006 | Trollz                                              | Coal                                                  | Stem (Nederlandse versie) |
| 2006      | Elephants Dream                                     | Proog                                                 | Stem (Engels)             |
| 2006      | Zoop in India                                       | Thakur                                                | Stem                      |
| 2006      | Ice Age: The Meltdown                               | Eddie                                                 | Stem (Nederlandse versie) |
| 2007      | The Simpsons Movie                                  | Cletus Spuckler Moe Szyslak Colin Chief Clancy Wiggum | Stem (Nederlandse versie) |
| 2009      | Ice Age: Dawn of the Dinosaurs                      | Eddie                                                 | Stem (Nederlandse versie) |
| 2010      | Black Death                                         |                                                       | Stem (Nederlandse versie) |
| 2010      | Megamind                                            | Minion                                                | Stem (Nederlandse versie) |
| 2011      | Ice Age: A Mammoth Christmas                        | Eddie                                                 | Stem (Nederlandse versie) |
| 2011      | Rango                                               | Rango                                                 | Stem (Nederlandse versie) |
| 2011      | De Smurfen                                          | Gargamel                                              | Stem (Nederlandse versie) |
| 2011      | De avonturen van Kuifje: Het Geheim van de Eenhoorn | Luitenant Delcourt                                    | Stem (Nederlandse versie) |
| 2011      | Dolfje Weerwolfje                                   | Dierengeluiden Dolfje                                 | Stem                      |
| 2011      | The Smurfs: A Christmas Carol                       | Gargamel                                              | Stem (Nederlandse versie) |
| 2012      | Ice Age: Continental Drift                          | Eddie                                                 | Stem (Nederlandse versie) |
| 2013      | De Smurfen 2                                        | Gargamel                                              | Stem (Nederlandse versie) |
| 2014      | Hoe tem je een draak 2                              | Drago                                                 | Stem (Nederlandse versie) |
| 2015      | Spokenjagers                                        | Hugo                                                  | Stem (Nederlandse versie) |
| 2016      | Zootropolis                                         | Yax                                                   | Stem (Nederlandse versie) |
| 2016      | Ice Age: Collision Course                           | Eddie                                                 | Stem (Nederlandse versie) |
| 2016      | Ice Age: The Great Egg-Scapade                      | Eddie                                                 | Stem (Nederlandse versie) |
| 2017      | Smurfen: Het Verloren Dorp                          | Gargamel                                              | Stem (Nederlandse versie) |
| 2018      | Hotel Transylvania 3                                | Gremlins                                              | Stem (Nederlandse versie) |
| 2019      | Duck Duck Goose                                     |                                                       | Stem (Nederlandse versie) |
| 2022      | The Ice Age Adventures of Buck Wild                 | Eddie                                                 | Stem (Nederlandse versie) |
| 2024      | Verschrikkelijke Ikke 4                             | Maxime Le Mal                                         | Stem (Nederlandse versie) |
| 2025      | Rebellious                                          | Rogdai                                                | Stem (Nederlandse versie) |